# Từ Phúc

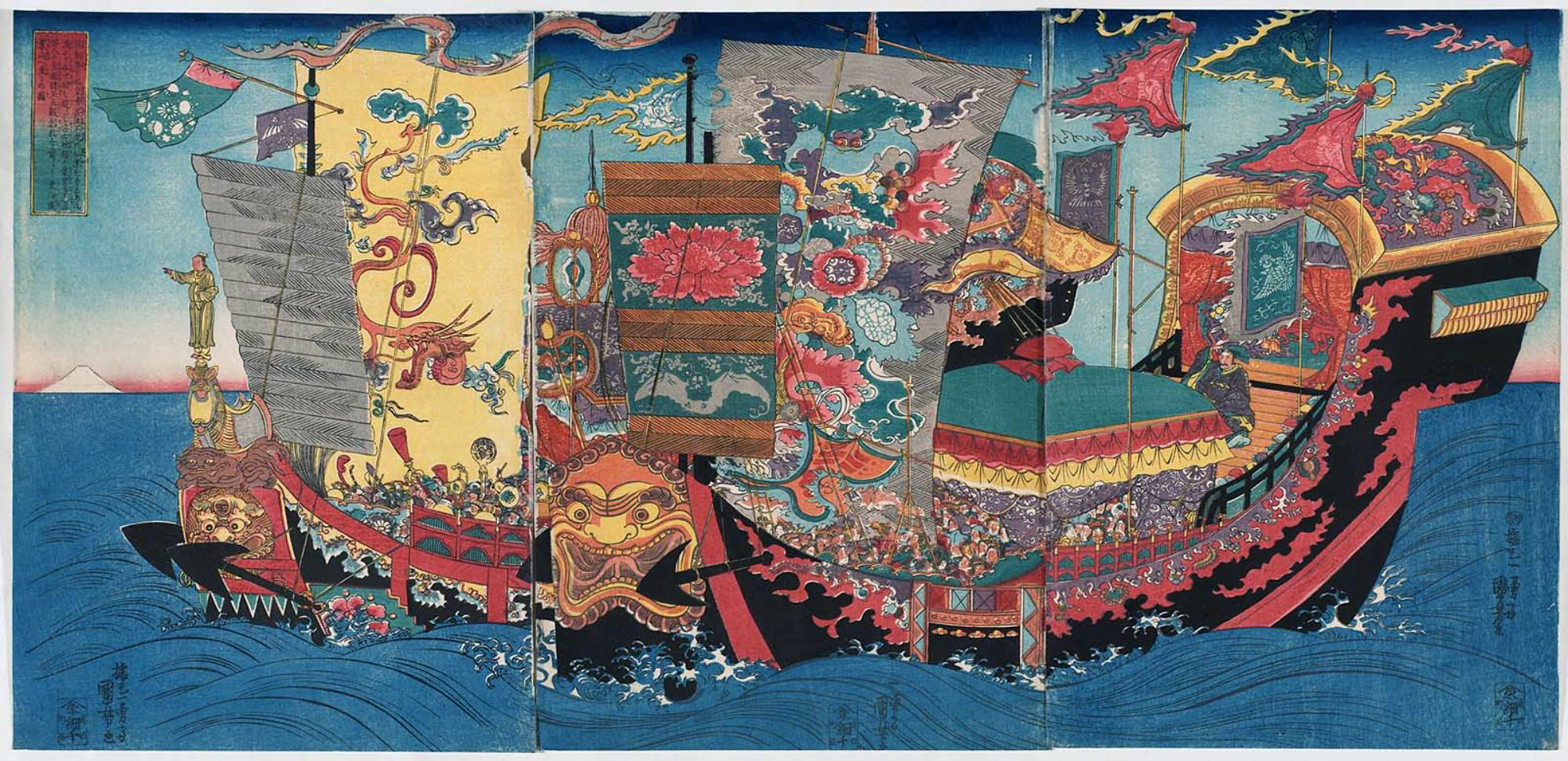
Cổ họa của người Nhật về chuyến du hành của Từ Phúc.

Từ Phúc (tiếng Hán: 徐福), tự Quân Phòng, người đất Tề thời nhà Tần. Ông là một phương sĩ, từng làm ngự y cho Tần Thủy Hoàng.

## Tiểu sử
Quê quán của ông hiện nay vẫn chưa xác định được, chỉ biết ở Trung Quốc. Một thuyết cho rằng ông sinh ra tại trấn Từ Phúc, thành phố cấp huyện Long Khẩu, địa cấp thị Yên Đài, tỉnh Sơn Đông. Thuyết khác cho rằng ông sinh ra tại thôn Từ Phúc, hương Kim Sơn, huyện Cám Du, thành phố cấp huyện Liên Vân Cảng, tỉnh Giang Tô. Một thuyết khác nữa cho rằng ông sinh ra tại thành phố cấp huyện Giao Nam, địa cấp thị Thanh Đảo, tỉnh Sơn Đông.
Trong một số sử sách, như Sử ký của Tư Mã Thiên, Tam quốc chí của Trần Thọ v.v... người ta có ghi chép về các chuyến đi của ông sang Nhật Bản nhằm tìm kiếm thuốc trường sinh bất lão. Hai chuyến đi của ông diễn ra vào khoảng năm 219 TCN tới năm 210 TCN. Người ta tin rằng đội tàu thuyền của ông khi đó bao gồm 60 thuyền ba buồm và khoảng 5.000 thủy thủ đoàn, 3.000 đồng nam và đồng nữ, cũng như nhiều thợ thủ công của các ngành nghề khác nhau. Sau khi ông lên tàu đi chuyến thứ hai vào năm 210 TCN, ông đã không bao giờ trở lại. Một số nguồn lại chỉ ra rằng ông chỉ đem đi 500 đồng nam và 500 đồng nữ. Một số ghi chép khác nhau lại gợi ý rằng ông có thể đã đi đến nơi và mất tại Nhật Bản.
Tần Thủy Hoàng do lo sợ cái chết nên đã tìm cách để trường sinh. Ông giao phó cho Từ Phúc nhiệm vụ tìm kiếm bí mật của sự bất tử. Năm 219 TCN, Từ Phúc được giao nhiệm vụ cùng 1.000 đồng nam và đồng nữ với 3 năm lương thực dự phòng đi tìm kiếm thuốc trường sinh bất lão từ các vị tiên sống trên núi Bồng Lai ngoài biển đông. Đội tàu của ông đã đi mất vài năm mà không tìm thấy ngọn núi này. Năm 210 TCN, khi Tần Thủy Hoàng hỏi ông về công việc này, Từ Phúc đã tâu rằng có một quái vật biển to lớn đã ngăn chặn đường đi và đề nghị dùng các cung thủ để giết chết quái vật. Tần Thủy Hoàng đồng ý và giao cho các cung thủ công việc đi giết quái vật. Từ Phúc sau đó lại lên đường nhưng đã không trở lại. Sử ký (Tần Thủy Hoàng bản kỷ và Hoài Nam Hành Sơn liệt truyện) viết rằng ông đã đến một nơi "bằng phẳng và các đầm lầy rộng lớn" (平原廣澤) và tự xưng làm vua và không bao giờ quay lại.
Các sử liệu muộn hơn cũng không ghi chép rõ ràng về vị trí điểm đến của Từ Phúc. Tam quốc chí (Ngô thư Ngô chủ quyền truyện), Hậu Hán thư (Đông Di liệt truyện) tất cả đều viết rằng ông đã đến "Đản Châu" (亶洲) hay "Đạn Châu" (澶洲), nhưng Đản/Đạn Châu ở chỗ nào thì không nói rõ. Cuối cùng, hơn 1.100 năm sau chuyến đi cuối cùng của Từ Phúc thì một tăng nhân là Nghĩa Sở đã viết trong quyển 21 của Nghĩa Sở lục thiếp (tục gọi là Thích thị lục thiếp, viết thời Hậu Chu (951-960) của Ngũ đại Thập quốc) rằng Từ Phúc đã tới Nhật Bản, và cũng viết rằng Từ Phúc đã đặt tên cho núi Phú Sĩ là Bồng Lai. Học thuyết này là thuyết đã hình thành nên "Truyền thuyết Từ Phúc" sau này phổ biến tại Nhật Bản, được ghi nhận bởi nhiều tượng đài kỷ niệm ông tại đất nước này.

## Di sản
Những người ủng hộ học thuyết cho rằng Từ Phúc đã tới Nhật Bản đều công nhận ông như là sự xúc tác cho sự phát triển của xã hội Nhật Bản cổ đại. Văn hóa Jōmon tồn tại ở Nhật Bản cổ đại trong trên 6.000 năm đã đột nhiên biến mất vào khoảng năm 300 TCN. Các kỹ thuật và kiến thức về nông nghiệp mà Từ Phúc đem theo được cho là đã góp phần cải thiện chất lượng cuộc sống của người Nhật cổ đại và người ta cũng tin rằng ông đã đem nhiều loại cây trồng mới cũng như kỹ thuật mới tới Nhật Bản cổ đại. Đối với những thành tựu này là sự ghi nhận công lao của ông trong việc người Nhật thờ cúng ông như là "Thần nông nghiệp", "Thần y tế" và "Thần tơ lụa". Hàng loạt đền thờ và đài tưởng niệm Từ Phúc có thể tìm thấy ở nhiều nơi trên đất nước Nhật Bản và ông được cúng tế vào ngày 28 tháng 11 hàng năm. Tại Từ Châu, gần Dương Châu, có Viện nghiên cứu Từ Phúc của Cao đẳng Sư phạm Từ Châu.